# Silke Birgitta Gahleitner
Silke Birgitta Gahleitner (geboren 14. Juni 1966 in Mannheim) ist eine deutsche Sozialarbeiterin, Sozialarbeitswissenschaftlerin und Psychotherapeutin. Sie lehrt als Professorin für Klinische Psychologie und Sozialarbeit, Beratung und Therapie an der Alice Salomon Hochschule Berlin.

## Werdegang
Silke Birgitta Gahleitner studierte Sozialarbeit und Sozialpädagogik an der Alice Salomon Hochschule in Berlin und wurde 2004 in Klinischer Psychologie an der FU Berlin promoviert. 2015 hat sie an der TU Dresden im Fachbereich Erziehungswissenschaften in der Sozialpädagogik Schwerpunkt Psychosoziale Arbeit habilitiert. Sie arbeitete in eigener Praxis als Beraterin und Psychotherapeutin sowie in einer sozialtherapeutischen Einrichtung für traumatisierte Mädchen. 2005 wurde sie als Professorin an die Evangelische Fachhochschule Ludwigshafen berufen, seit 2006 lehrt sie als Professorin für Klinische Psychologie und Sozialarbeit mit dem Schwerpunkt Psychotherapie und Beratung an der Alice-Salomon-Hochschule. Ihre Arbeits- und Forschungsschwerpunkte sind Psychosoziale Diagnostik und Intervention, Jugendhilfe, qualitative Forschungsmethoden, Gender und Psychotraumatologie. Sie ist Studiengangsleitung des Masterstudiengangs Klinische Sozialarbeit, dieser ist eine Kooperation zwischen der Alice-Salomon-Hochschule und der Hochschule Coburg.
Von 2012 bis 2015 hielt Gahleitner eine Professur für Integrative Therapie und Psychosoziale Interventionen an der Donau-Universität Krems (DUK) im Department für Psychotherapie und Biopsychosoziale Gesundheit und leitete das Forschungsprojekt „Prävention und Intervention bei Menschenhandel zum Zweck sexueller Ausbeutung“. Von 2019 bis 2021 führte sie in leitender Funktion das Forschungsprojekt „Testimony − Sexuelle Gewalt und traumatische Erfahrungen in DDR-Heimen aus Sicht der Betroffenen und medizinischen Akteure“ durch, ein Verbundprojekt der Universität Leipzig, der Heinrich-Heine-Universität Düsseldorf und der Medical School Berlin.
Silke Birgitta Gahleitner war im Vorstand der Deutschen Gesellschaft für Soziale Arbeit (DGSA) tätig und ist Sprecherin der Sektion Klinische Sozialarbeit der DGSA. Sie engagiert sich neben ihrer Hochschultätigkeit im Traumapädagogik- und -beratungsbereich und an mehreren Instituten für Kinder- und Jugendlichenpsychotherapie.
Im Juni 2022 wurde Silke Birgitta Gahleitner als Mitglied der Unabhängigen Kommission zur Aufarbeitung sexuellen Kindesmissbrauchs berufen. In der Kommission übernimmt sie unter anderem die Themenschwerpunkte DDR, Heimerziehung, Rituelle Gewalt. 

## Schriften (Auswahl)

### Herausgeberschaften
- Einführung in das Methodenspektrum sozialwissenschaftlicher Forschung. Schibri, Uckerland 2005, ISBN 3-937895-27-2 (Mitherausgeberin)
- Klinische Sozialarbeit. Zielgruppen und Arbeitsfelder. Psychiatrie-Verlag, Bonn 2008, ISBN 978-3-88414-444-2 (Mitherausgeberin)
- Frauen – Trauma – Sucht. Neue Forschungsergebnisse und Praxiserfahrungen. Asanger, Kröning 2008, ISBN 978-3-89334-493-2 (Mitherausgeberin)
- Klinische Sozialarbeit. Forschung aus der Praxis – Forschung für die Praxis. Psychiatrie-Verlag, Bonn 2009, ISBN 978-3-88414-482-4 (Mitherausgeberin)
- Gender – Trauma – Sucht. Neues aus Forschung, Diagnostik und Praxis. Asanger, Kröning 2009, ISBN 978-3-89334-542-7 (Mitherausgeberin)
- Klinische Sozialarbeit. Gefährdete Kindheit – Risiko, Resilienz und Hilfen. Psychiatrie-Verlag, Bonn 2010, ISBN 978-3-88414-509-8 (Mitherausgeberin)
- Praxis Krisenintervention. Ein Handbuch für helfende Berufe: Psychologen, Ärzte, Sozialpädagogen, Pflege- und Rettungskräfte. Kohlhammer, Stuttgart 2010, ISBN 978-3-17-020945-9 (Mitherausgeberin)
- Disziplin und Profession Sozialer Arbeit. Entwicklungen und Perspektiven. Budrich, Opladen 2010, ISBN 978-3-86649-336-0 (Mitherausgeberin)
- Ich sehe was, was Du nicht siehst... Gemeinsamkeiten und Unterschiede verschiedener Perspektiven in der Kinder- und Jugendlichenpsychotherapie. Kohlhammer, Stuttgart 2011, ISBN 978-3-17-021618-1 (Mitherausgeberin)
- Über Soziale Arbeit und über Soziale Arbeit hinaus. Ein Blick auf zwei Jahrzehnte Wissenschaftsentwicklung, Forschung und Promotionsförderung. Jacobs, Lage 2012, ISBN 978-3-89918-206-4 (Mitherausgeberin)

### Monografien
- Sexuelle Gewalt und Geschlecht. Hilfen zur Traumabewältigung bei Frauen und Männern. Psychosozial, Gießen 2005, ISBN 978-3-89806-432-3.
- Neue Bindungen wagen. Beziehungsorientierte Therapie bei sexueller Traumatisierung. Reinhardt, München 2005, ISBN 978-3-497-01763-8.
- Das Therapeutische Milieu in der Arbeit mit Kindern und Jugendlichen. Trauma- und Beziehungsarbeit in stationären Einrichtungen. Psychiatrie-Verlag, Bonn 2011, ISBN 978-3-88414-523-4.
- mit Dorothea Zimmermann und Dima Zito: Psychosoziale und traumpädagogische Arbeit mit geflüchteten Menschen, Reihe: Fluchtaspekte, Bd. 1, Vandenhoeck & Ruprecht, Göttingen 2017, ISBN 978-3-525-40480-5.
- Soziale Arbeit als Beziehungsprofession. Bindung, Beziehung und Einbettung professionell ermöglichen, 2017, Beltz Juventa, Weinheim 2017, ISBN 978-3-7799-3477-6.